# Carlos XIV Juan de Suecia
Carlos XIV Juan (Karl XIV Johan), nacido Jean-Baptiste Bernadotte (Pau, Francia, 26 de enero de 1763-Estocolmo, Suecia, 8 de marzo de 1844), fue un militar del Imperio francés, príncipe soberano de Pontecorvo (1806-1810) y desde el 5 de febrero de 1818, rey de Suecia (Carlos XIV) y Noruega (Carlos III).

## Su juventud

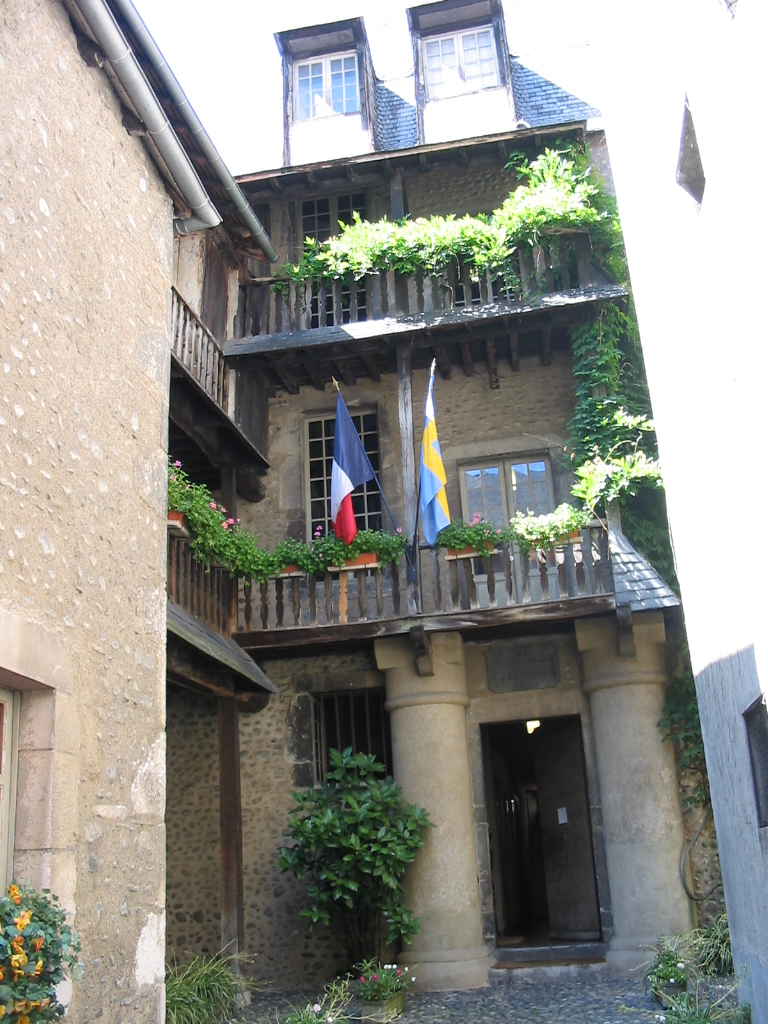
La casa donde vivió el mariscal Bernadotte en Pau.

Nació en Pau, Francia, hijo de Henri Bernadotte (1711-1780), procurador en Pau, y de Jeanne St. Jean (1725-1809). Bautizado con el nombre de Jean Baptiste, al cual él mismo añadiría posteriormente el de Jules en honor de Julio César, en un típico gesto propio de la Revolución francesa. El nombre de la familia, originalmente Deu Pouey, había sido cambiado por el de Bernadotte al principio del siglo XVII.

## Carrera militar

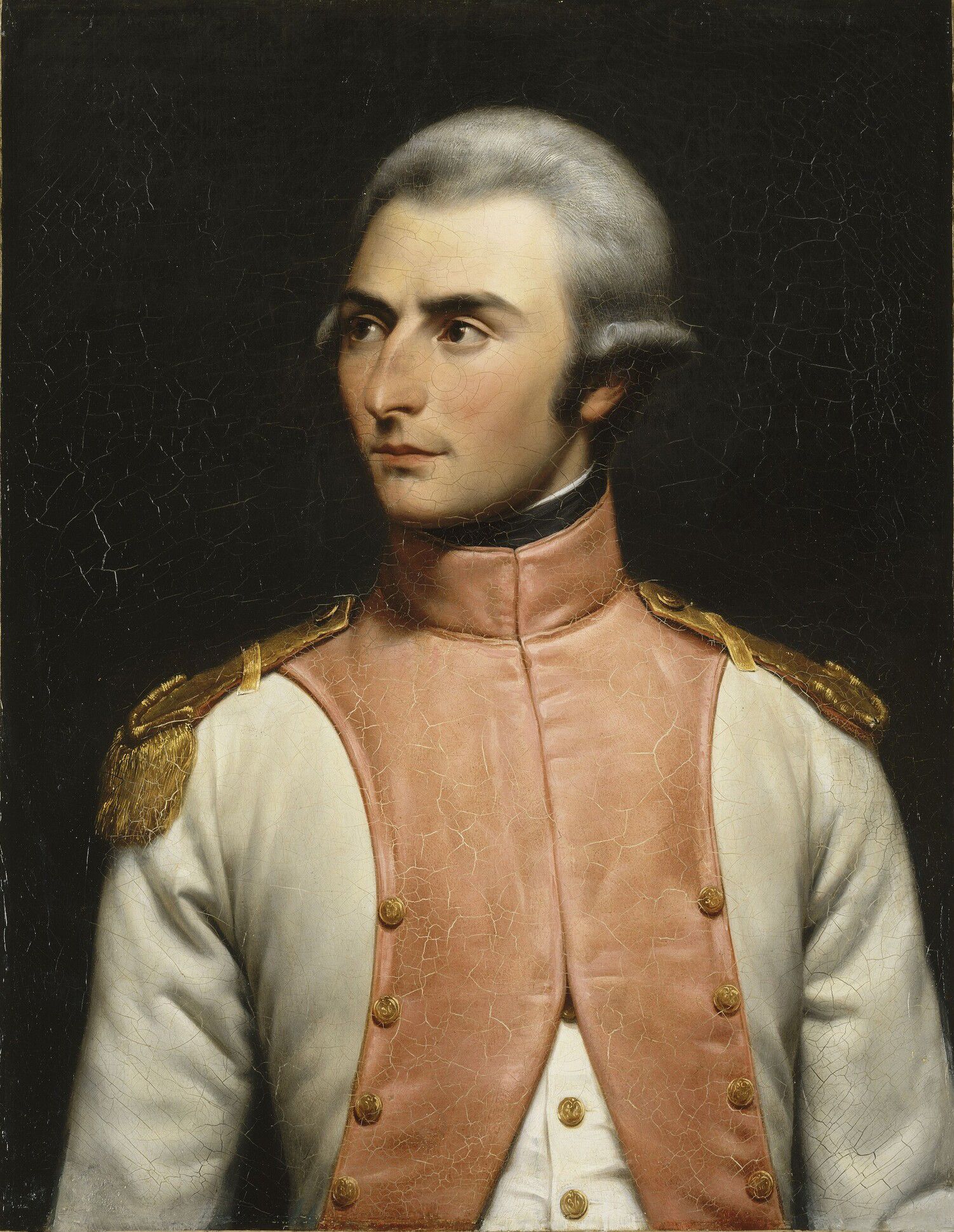
Jean-Baptiste-Jules Bernadotte como teniente del 36.º regimiento de línea. Pintura de Louis Félix Amiel.

Bernadotte entró en el ejército francés el 3 de septiembre de 1780, sirviendo en primer lugar en Córcega. Al estallar la Revolución francesa, sus evidentes cualidades militares le facilitaron un rápido ascenso. En 1794 ya era brigadier, asignado al ejército de Sambre y Meuse, y tras la victoria de Jourdan en Fleurus (26 de junio de 1794), ascendió a general de división. En la batalla de Theiningen (1796), Bernadotte contribuyó más que nadie a la exitosa retirada de las fuerzas francesas hacia el Rin tras la derrota frente al Archiduque Carlos de Austria. En 1797 llevó refuerzos desde el Rin al ejército de Napoleón apostado en Italia, distinguiéndose durante el paso de Tagliamente, y en 1798 sirvió como embajador en Viena, aunque hubo de abandonar el cargo debido a los disturbios causados por haber izado la bandera tricolor en la embajada.

## Matrimonio

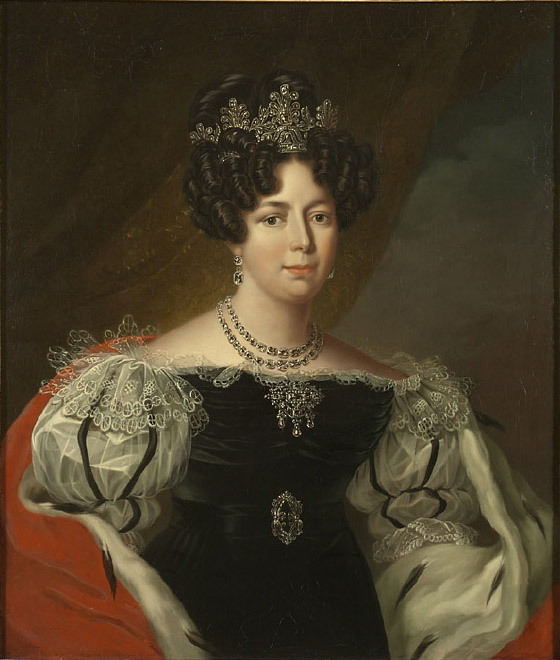
Désirée Clary (1777-1860), esposa de Bernadotte, en 1822.

El 16 de agosto de 1798 se casó con Désirée Clary (1777-1860), hija de un comerciante de sedas de Marsella y hermana de la esposa de José I Bonaparte, Julia Clary.
Desde el 2 de julio al 14 de septiembre fue ministro de la Guerra, responsabilidad en la que demostró grandes habilidades. En aquel tiempo se mantuvo a poca distancia de Napoleón, y aunque se negó a apoyarle en los preparativos del golpe de Estado de noviembre de 1799 (18 de Brumario), posteriormente aceptó ser empleado por el Consulado, y desde abril de 1800 hasta el 18 de agosto de 1801 comandó el ejército en la Vendée.
Al llegar el Imperio, Bernadotte fue nombrado uno de los dieciocho mariscales de Francia, y desde junio de 1804 hasta septiembre de 1805 fue gobernador de la recientemente ocupada Hanóver. Durante la campaña de 1805, Bernadotte cooperó, con un cuerpo de ejército desde Hanóver en el gran movimiento que tuvo como resultado la victoria sobre Mack en la batalla de Ulm. Como recompensa por sus servicios en Austerlitz (2 de diciembre de 1805) fue nombrado príncipe de Pontecorvo (5 de junio de 1806), pero durante la campaña contra Prusia el mismo año, fue severamente reprendido por Napoleón por no haber participado con su cuerpo de ejército en las batallas de Jena y Auerstädt a pesar de encontrarse cerca. En 1808, como gobernador de las ciudades hanseáticas, dirigió directamente la expedición contra Suecia, a través de las islas danesas, aunque el plan no tuvo éxito debido a la necesidad de transportes y a la deserción del contingente español (ya se había desencadenado la guerra en España contra Francia).
En la guerra contra Austria, Bernadotte lideró al contingente sajón en la batalla de Wagram (6 de julio de 1809). En esta ocasión publicó un orden del día atribuyendo la victoria principalmente al valor de sus sajones, orden que Napoleón rechazó. Durante el transcurso de la batalla, el mariscal Bernadotte fue relevado del mando tras haberse rebelado contra las órdenes de Napoleón.

## Mariscal del Imperio francés
Con la introducción del Primer Imperio Francés, Bernadotte se convirtió en uno de los dieciocho Mariscales del Imperio, y de junio de 1804 a septiembre de 1805 ejerció como gobernador de la recién ocupada Hannover. En este cargo, así como durante su posterior mando del ejército del norte de Alemania, se labró una reputación de independencia, incorruptibilidad, moderación y capacidad administrativa. El gobierno de Bernadotte fue popular y, a pesar de las exacciones cobradas a la población como parte de la política napoleónica de hacer que las ocupaciones se pagaran solas, la economía de Hannover prosperó. Bernadotte extendió su protección y realizó contribuciones privadas a la Universidad de Gottingen, entablando amistad con muchos de los profesores y otros eruditos a los que a menudo invitaba a cenar y empleaba como tutores para él y su esposa.
Durante la campaña de 1805, Bernadotte, con su cuerpo de ejército de Hannover formado en el I Cuerpo, comandó el Ala Izquierda del Gran Ejército supervisando el II Cuerpo de Auguste de Marmont y teniendo la mayor parte del Ejército Bávaro adscrito a su mando; unos 65 000 hombres o 1/4 del Ejército. Bernadotte también tenía la misión de asegurar al nuevo aliado de Francia, el Elector de Baviera, Maximilian Joseph, que los austriacos serían expulsados de su país.
Bernadotte, con el III Cuerpo de Davout bajo su mando, y los bávaros, obtuvieron una victoria sobre los austriacos expulsándolos de Múnich el 12 de octubre, tomando unos 3000 prisioneros y 19 cañones e instalando a Maximiliano José de nuevo en su trono. El I Cuerpo cooperó entonces en el gran movimiento que resultó en el cierre de Mack en la Batalla de Ulm. Las tropas de Bernadotte capturaron Salzburgo el 30 de octubre. En la Batalla de Austerlitz (2 de diciembre de 1805) estaba destinado con su cuerpo en el centro entre Soult y Lannes, y contribuyó a derrotar el intento del ala derecha de los aliados de flanquear al ejército francés. Como recompensa por sus servicios en Austerlitz, se convirtió en el primer Príncipe Soberano de Ponte Corvo (5 de junio de 1806), un distrito de Nápoles anteriormente sometido al Papa.
Durante la campaña de 1805 contra Prusia, Bernadotte fue reprochado por Napoleón por no participar con su cuerpo de ejército en las batallas de Jena y Auerstädt (14 de octubre de 1806). Napoleón, en la noche del 13 de octubre, pensando que se había enfrentado a todo el ejército prusiano en Jena, envió órdenes a Davout, a través del mariscal Berthier, Davout retransmitió la orden a Bernadotte a las 0400 del 14 de octubre con la orden que decía: "Si el Príncipe de Ponte Corvo [Bernadotte] está con usted, ambos pueden marchar juntos, pero el Emperador espera que él estará en la posición que se había indicado en Dornburg." Esto estaba de acuerdo con la última serie de órdenes escritas de Bernadotte del 12 de octubre que le ordenaban a él y a Davout cruzar la línea de retirada prusiana. En cumplimiento de estas órdenes, Bernadotte, separado de Davout, salió de Naumburg al amanecer del día 14 hacia Dornburg y marchó hacia Apolda, donde llegó a las 16:00 horas. Dificultado por el pésimo estado de los caminos, y un escarpado desfiladero dentro del cual se encuentra Dornburg y el estrecho puente que pasa sobre el Saale, por el que sólo podía pasar una pieza de artillería a la vez según General Dupont, no pudo participar en la batalla de Jena, aunque obligó efectivamente a los prusianos a retirarse de ambos campos de batalla apostando sus tropas en las alturas de Apolda.
El desfiladero era un obstáculo tal que la 3ª División de Infantería de Bernadotte, al mando de Jean-Baptiste Drouet, Comte d'Erlon, todavía estaba en medio de cruzar el puente mucho después del anochecer, por lo que es poco probable que Bernadotte pudiera haber intervenido en Auerstädt en cualquier caso. Más tarde fue acusado de negarse deliberadamente a apoyar a Davout, que se había encontrado inesperadamente con el ejército principal prusiano en Auerstädt, por celos, y Napoleón, si las reminiscencias de Santa Elena pueden ser creídas, una vez tuvo la intención de llevar a Bernadotte ante un consejo de guerra. De hecho, hizo lo que se le había ordenado, y la responsabilidad fundamental de su ausencia recae en las órdenes ambiguas e indirectas emitidas por Berthier y el desconocimiento de Napoleón de la posición prusiana. Las pruebas documentales apoyan la afirmación de Bernadotte de que se le ordenó ir a Dornberg, ya que en los archivos imperiales franceses nunca se encontraron órdenes de Napoleón a Bernadotte para marchar con Davout, mientras que la orden de Berthier del 14 de octubre fue confirmada.
Después de la Batalla de Jena, Bernadotte aplastó al Ejército de Reserva Prusiano, todas las tropas frescas fortificadas detrás de un pantano y el río Saale, bajo el mando del Duque Eugen de Württemberg en la Halle (17 de octubre de 1806), aunque el Cuartel General Imperial no apreció mucho esta victoria. En su visita a Halle tras la batalla, y comentando el grado de dificultad de asaltar una posición fortificada accesible sólo por un puente, Napoleón comentó enigmáticamente "Bernadotte no se detiene ante nada. Algún día atraparán al gascón." Posteriormente, Bernadotte persiguió, junto con Soult y Murat (conocida como la "Persecución de los Tres Mariscales"), al Cuerpo del general prusiano Blücher hasta Lübeck, donde sus tropas asaltaron las defensas prusianas, tomando la ciudad y forzando la capitulación de Blücher en Radkow (7 de noviembre de 1806). Cuando los franceses forzaron su entrada en Lübeck, la ciudad se convirtió en el blanco de saqueos y alborotos a gran escala por parte de los soldados franceses. Bernadotte, que luchaba desesperadamente por evitar que sus hombres saquearan la ciudad, recibió seis caballos del Consejo de Lübeck como muestra de su agradecimiento. También trató con cortesía a 1600 prisioneros suecos, bajo el mando del coronel conde Gustave Mörner, y les permitió regresar a su país de origen. Los suecos, impresionados, volvieron a casa con un relato sobre la imparcialidad de Bernadotte a la hora de mantener el orden en la ciudad. El conde Mörner desempeñaría más tarde un papel destacado en la elección de Bernadotte como príncipe heredero de Suecia.}
A partir de entonces marchó a Polonia al mando del Ala Izquierda francesa, compuesta por su I Cuerpo y el VI Cuerpo de Ney. Dejados sin apoyo por el inesperado movimiento de Ney hacia Königsberg, los rusos al mando de Levin August von Bennigsen, pasaron a la ofensiva e intentaron destruir los Cuerpos aislados de Bernadotte y Ney. Napoleón, habiendo recibido noticias de la ofensiva rusa, dio orden a Bernadotte de retirarse hacia el Oeste para atraer a los rusos hacia él y que Napoleón pudiera cortar el paso y rodear a los rusos. Bernadotte se retiró hacia el oeste, perseguido por Bennigsen, y derrotó a la vanguardia rusa, numéricamente superior, en la Mohrungen (25 de enero de 1807).
Durante la batalla, el carro personal de Bernadotte fue capturado por los rusos y fue acusado, por los cosacos que saquearon su equipaje, de haber extorsionado una gran cantidad de platos de plata de estados alemanes menores. Esta acusación es infundada y contraria a su reputación. Era conocido en todo el ejército por su probidad y honradez en la gestión de sus asuntos en campaña, y se abstuvo de los saqueos y el bandolerismo en los que participaban muchos de sus compañeros mariscales. Como consecuencia de ello, sus hermanos mariscales consideraban que su comida era pobre y, mientras otros cenaban con un buen servicio y empleaban cocineros, él solía utilizar su propio dinero para pagar la comida de sus tropas y para conceder premios en metálico a aquellos que merecían reconocimiento. Mantenía a sus tropas en el mismo nivel de exigencia y castigaba severamente los saqueos y las violaciones, y era conocido por intervenir con la espada desenvainada contra quienes se dedicaban al pillaje, como ocurrió tras la captura de Lübeck.
 Debido a la captura de un mensajero que llevaba las últimas órdenes del Emperador, Bernadotte no fue informado de un cambio de estrategia para avanzar hacia el Este, hacia el resto del ejército francés. Como consecuencia, el I Cuerpo de Bernadotte estaba demasiado lejos para participar en la Batalla de Eylau (7 al 8 de febrero de 1807). Napoleón le reprendió por su ausencia, pero se reconoció que no se debía a Bernadotte, sino al descuido de Berthier al despachar al ordenanza. Los rusos reanudaron la ofensiva ese verano y Bernadotte fue atacado y derrotado por un fuerte cuerpo prusiano en la Spanden, preservando la cabeza de puente francesa sobre el Pasłęka, donde estuvo a punto de morir cuando una bala le alcanzó en el cuello. Debido a esta herida casi mortal, Bernadotte fue inválido a retaguardia y se perdió el resto de la Campaña de Polonia.

Tras la Paz de Tilsit, el 14 de julio de 1807, se convirtió en gobernador de la Ciudades Hanseáticas, donde demostró una vez más su capacidad administrativa y diplomática y fue muy querido. Debía dirigir la expedición contra Suecia, a través de las Islas Danesas, pero el plan se fue al traste por la falta de transportes y la deserción del contingente español, que regresó a España para luchar contra Napoleón al inicio de la Guerra Peninsular. A raíz de la proyectada invasión de Suecia, y en virtud de que Dinamarca se convirtió en aliada de Francia en 1808, Bernadotte se encontró de facto a la cabeza de una ocupación francesa de Dinamarca. Mantuvo una estricta disciplina entre sus tropas y su buen trato a los daneses le hizo muy popular entre la población y la familia real danesa. A su salida de Dinamarca fue uno de los pocos franceses de la época en ser condecorado con la Orden del Elefante.

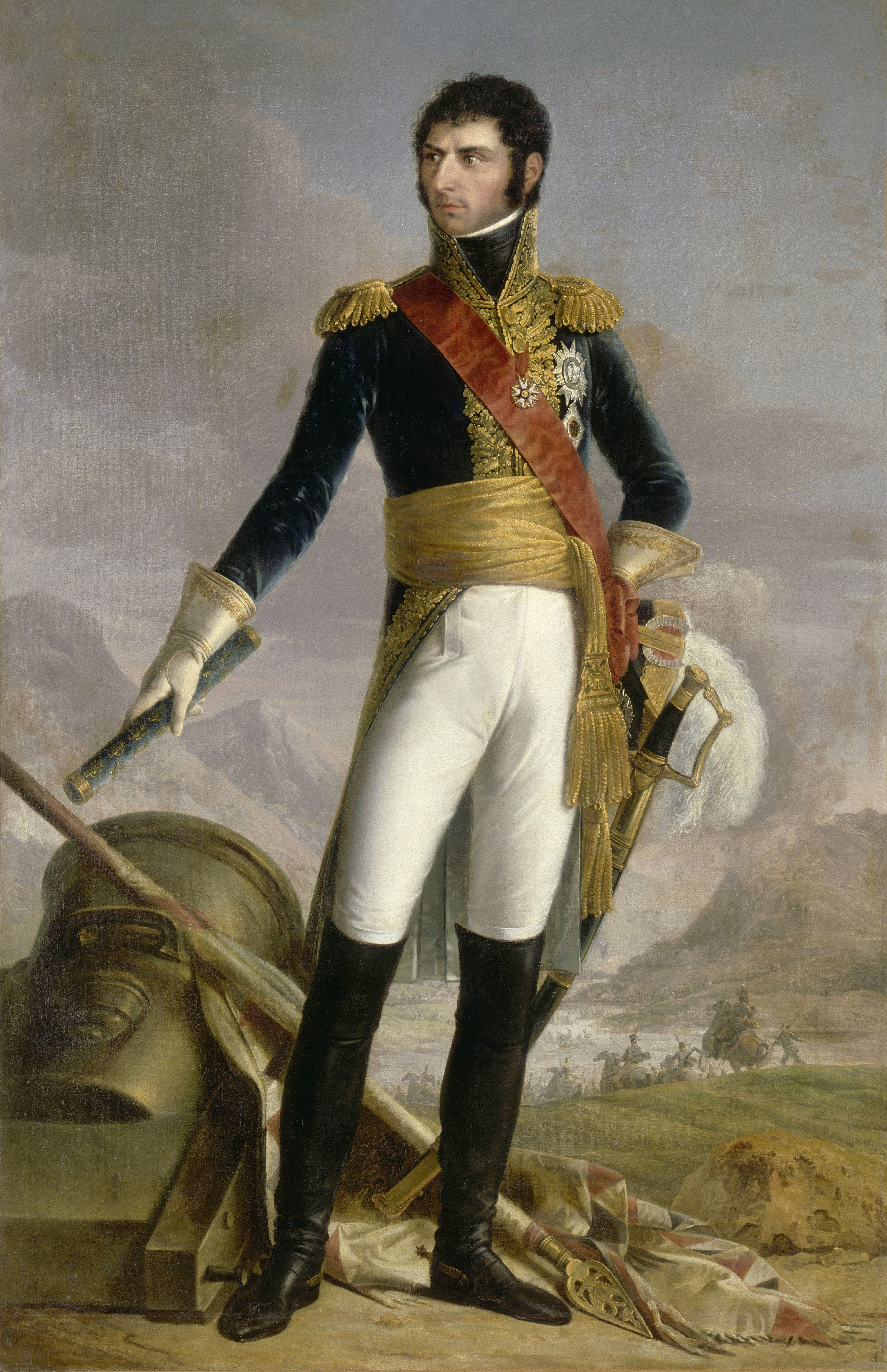
Bernadotte como Mariscal del Imperio; copia de un retrato de 1804 de François Kinson

Durante la etapa de Bernadotte como gobernador de las ciudades hanseáticas, se produjeron las Abdicaciones de Bayona, acontecimiento que desencadenó la Guerra Peninsular que tan gran papel jugaría en la derrota de Napoleón. Durante un tiempo Napoleón consideró la idea de colocar a Bernadotte en el trono español, llegando incluso a insinuárselo en una carta que le dirigió. Bernadotte hizo saber a Napoleón que no quería la Corona española. José Bonaparte, amigo y cuñado de Bernadotte, fue elegido en su lugar. No fue la primera ni la última vez que Napoleón pensó en colocar a Bernadotte en un trono extranjero. De hecho, Napoleón pensó en varias ocasiones, tanto en su época de primer cónsul como luego de Emperador, en nombrar a Bernadotte (Napoleón también consideró a Murat) su sucesor por adopción. A pesar de su rivalidad, Napoleón pensaba que sólo Bernadotte tenía la popularidad y la habilidad administrativa y militar necesarias para salvaguardar el Imperio que había construido. El nacimiento de Rey de Roma puso fin a la necesidad de Napoleón de un heredero. Irónicamente, Bernadotte acabó llevando una corona, no bajo los auspicios de Napoleón, sino como enemigo de Francia.
Llamado a Alemania para ayudar en la nueva guerra entre Francia y Austria, recibió el mando del 9º Cuerpo, que estaba compuesto principalmente por sajones. Otras dificultades con Berthier, y una carga con sajones mal preparados, combinada con una enfermedad, obligaron a Bernadotte a rogar su liberación del servicio. Bernadotte escribió a Napoleón que "veo mis esfuerzos perpetuamente paralizados por una fuerza oculta sobre la que no puedo prevalecer" Napoleón hizo caso omiso de estos llamamientos y Bernadotte prosiguió con la campaña, al mando de tropas extranjeras en su mayoría y con pocas tropas francesas bajo su mando.
En la Batalla de Wagram (5 de julio de 1809), entró en combate con su cuerpo sajón, al que estaba adscrita la división de Dupas y que formaba su reserva. Descansando en la izquierda francesa, el cuerpo de Bernadotte fue golpeado durante la noche, pero resistió toda la furia del ataque austriaco enfrentándose a la superioridad numérica. En un momento crítico, ordenó a Dupas que avanzara en su apoyo; éste respondió que tenía órdenes del emperador de permanecer donde estaba. El IX Cuerpo, maltratado y totalmente expuesto frente a la línea principal francesa, se retiró del pueblo de Aderklaa contra las órdenes de Napoleón. En el segundo día de batalla, el 6 de julio de 1809, el IX Cuerpo, que había sido destrozado la noche anterior, en la que Bernadotte luchó por reunir a sus desmoralizados sajones, fue atacado por dos cuerpos austriacos, como parte del esfuerzo del Archduke Carlos por romper la línea francesa. Esta vez, las mermadas fuerzas de Bernadotte -sólo le quedaban 6.000 soldados de infantería- rompieron y huyeron (el cuerpo de Bernadotte no fue el único que rompió ese día, las tropas de Masséna también fueron derrotadas por el ataque). Los sajones derrotados se retiraron en desorden hacia Raasdorf mientras Bernadotte intentaba reunir a sus hombres, donde se encontró con Napoleón. El IX Cuerpo se reunió y jugó un papel más en la batalla. Los rumores de que Napoleón relevó a Bernadotte del mando en Raasdorf han sido durante mucho tiempo materia de leyenda, pero no se han verificado. Después de la batalla, Bernadotte se quejó a Napoleón por haber ordenado a Dupas, violando todas las normas militares, que actuara independientemente de su mando, y por haber causado con ello una gran pérdida de vidas a los sajones, y presentó su dimisión. Napoleón aceptó tras tener conocimiento de una orden del día emitida por Bernadotte en la que daba crédito a los sajones por su valor en términos inconsistentes con el boletín oficial del emperador. Los relatos sobre el papel de Bernadotte en Wagram son contradictorios. Si bien es cierto que el IX Cuerpo se rompió el 6 de julio, al igual que otras formaciones francesas, más tarde se recuperó y participó en la victoria. Además, Bernadotte luchó con un valor personal excepcional, al frente de sus tropas, y evitó la muerte por poco cuando fue atacado por la caballería austriaca. Es probable que la pobre actuación del IX Cuerpo hubiera sido olvidada, y Bernadotte hubiera conservado su mando, de no haber publicado la controvertida Orden del Día. Sus elogios hacia los sajones, así como el trato suave y cortés que les dispensó mientras estuvieron bajo su mando, nunca fueron olvidados por los oficiales sajones, lo que más tarde tendría consecuencias desastrosas para los franceses cuando toda una división sajona desertó al Ejército del Norte de Bernadotte durante un momento clave de la Batalla de Leipzig.
Habiendo regresado Bernadotte a París, la Campaña de Walcheren (julio de 1809) hizo que el ministerio francés en ausencia del emperador le encomendara la defensa de Amberes con tropas regulares francesas y holandesas junto con la Guardia Nacional. Bernadotte tomó el mando de una situación caótica en la que tropas de todo el Imperio y sus estados vasallos, y reclutas en bruto, fueron enviados a Holanda bajo un mando dividido. Reorganizó y entrenó a sus fuerzas, bautizadas por el Emperador como Ejército de Amberes, inculcando disciplina a los viejos soldados que llevaban demasiado tiempo en los depósitos y enseñando su oficio a los reclutas en bruto. En todas partes inculcó el espíritu de lucha, haciendo un ejército de una multitud, y así llevó rápidamente las defensas de Amberes a un alto nivel de preparación. Con Amberes erizada de cañones y numerosos defensores, y con el Ejército de Amberes en plena forma, los británicos, fastidiados por la falta de liderazgo y con la mitad del ejército inmovilizado por la fiebre debido a las insalubres islas en las que estaban acuartelados, se dieron cuenta de que ya no era posible cerrar el Escalda, o tomar Amberes, y retiraron sus fuerzas. En una proclama dirigida a sus tropas en Amberes, acusó implícitamente a Napoleón de no haber preparado los medios de defensa adecuados para la costa belga. Un disgustado Napoleón relevó a Bernadotte del mando de su ejército ad hoc, y ordenó su regreso a París para partir hacia Cataluña y tomar allí el mando del Ejército. Al negarse a cumplir la orden, fue convocado a Viena, y tras una entrevista con Napoleón en el Schönbrunn aceptó el gobierno general de los estados romanos.

## El ofrecimiento del trono sueco
Bernadotte, considerablemente molesto, volvió a París, donde el consejo de ministros le encargó la defensa de los Países Bajos contra los ingleses. En 1810, a punto de tomar posesión del cargo de gobernador de Roma e inesperadamente, fue elegido heredero del rey Carlos XIII de Suecia, en parte porque un gran sector del ejército sueco, previendo futuras complicaciones con Rusia, se mostraba favorable a la elección de un soldado como heredero, y en parte también porque Bernadotte era muy popular en Suecia, debido a la caballerosidad con la que había tratado a los prisioneros suecos durante la última guerra con Dinamarca. El asunto fue decidido por uno de los mensajeros suecos, el barón Karl Otto Mörner, quien por iniciativa propia, ofreció la sucesión de la Corona sueca a Bernadotte. Bernadotte comunicó la oferta de Mörner a Napoleón, el cual trató todo el asunto como un absurdo. Bernadotte informó a Mörner que no rechazaría el honor de ser el elegido. A pesar de que el gobierno sueco, sorprendido por la descarada actuación de Mörner, le arrestó al volver a Suecia, la candidatura de Bernadotte fue ganando seguidores de forma gradual, y el 21 de agosto de 1810, fue elegido «Príncipe de la Corona».

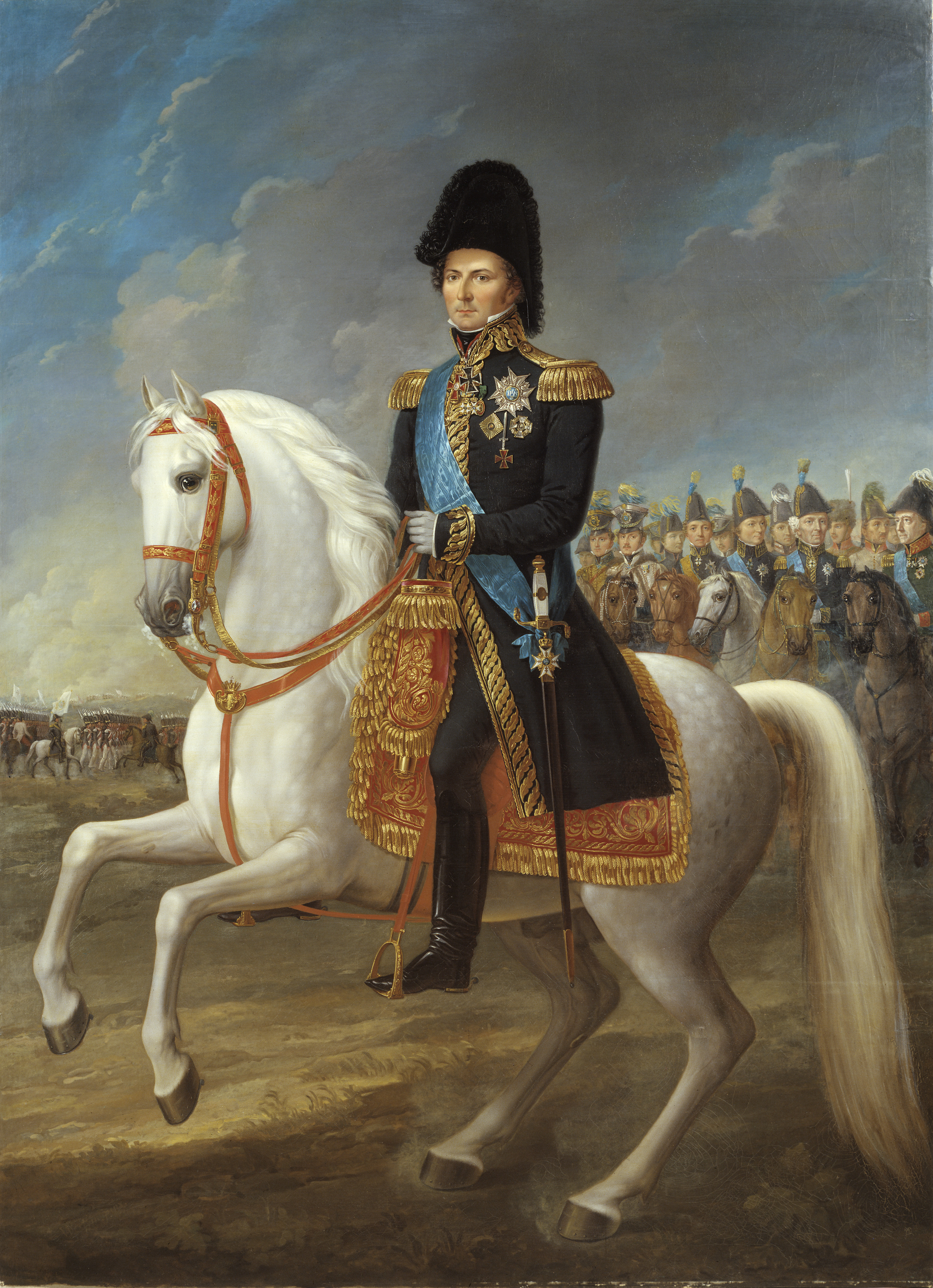
Bernadotte como Príncipe Heredero.

## Príncipe de la Corona y regente
El 2 de noviembre de 1810, Bernadotte hizo su entrada solemne en Estocolmo, y el 5 de noviembre recibía el homenaje de los estados suecos, siendo adoptado por el rey Carlos XIII bajo el nombre de Carlos Juan. El nuevo príncipe coronado fue pronto muy popular, y se convirtió en el hombre más poderoso de Suecia.
La enfermedad del viejo rey y las disensiones en el senado sueco puso el gobierno, y especialmente el control de los asuntos exteriores, completamente en sus manos. La tónica del conjunto de su política fue la adquisición de Noruega, y Bernadotte pudo mostrarse como cualquier cosa menos como un satélite de Francia. En 1813 alió a Suecia con Gran Bretaña y Prusia, los enemigos de Napoleón en la Sexta Coalición, para reafirmar este hecho. Tras las derrotas de Lützen (2 de mayo de 1813) y Bautzen (21 de mayo de 1813), fue el mismo príncipe de la corona quien aportó frescura a los aliados, y en la conferencia de Trachenberg trazó los planes generales de la campaña que comenzaría al expirar la tregua de Plaswitz. Carlos Juan, como comandante en jefe del ejército del norte, defendió con éxito los acercamientos a Berlín contra Oudinot en agosto y de nuevo contra Ney en septiembre, pero tras Leipzig tomó su propio camino, determinado a toda costa en destruir Dinamarca y asegurar Noruega.

## Rey de Suecia y Noruega

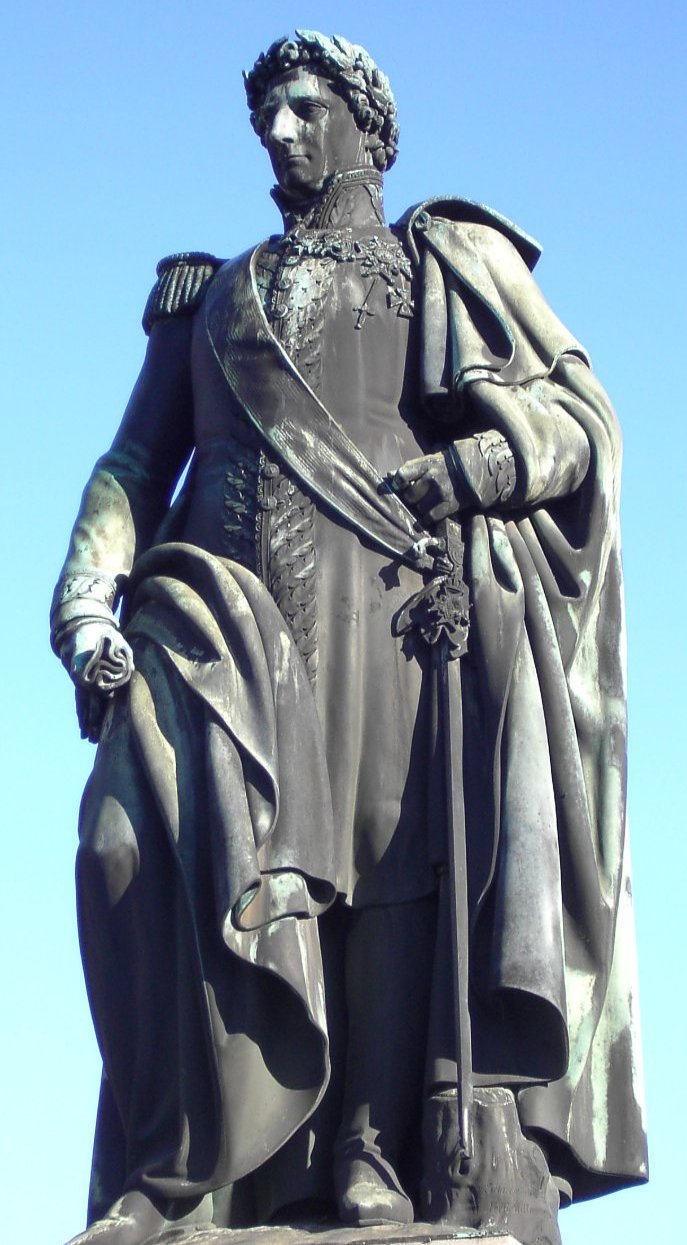
Estatua en Norrköping, levantada en 1846.

Como rey unionista, Carlos XIV Juan, quien accedió a este título el 5 de febrero de 1818 tras la muerte de Carlos XIII, fue popular en ambos países. Aunque sus puntos de vista ultraconservadores eran generalmente detestados, y se les presentó oposición tanto como fue posible, su dinastía nunca estuvo en serio peligro, y tanto suecos como noruegos estaban orgullosos de su monarca y de la buena reputación de que este disfrutaba en Europa. Era cierto que el Ståndsriksdagen (órgano que funcionaba como parlamento en Suecia) meditó en 1840 la conveniencia de pedir su abdicación, pero pasada esta breve tormenta política, el jubileo de su octogésimo aniversario fue celebrado con gran entusiasmo en 1843.
Su reinado vio la terminación del Canal Göta del Sur, iniciado 22 años antes para unir el lago Vänern con el mar Báltico en Söderköping, a casi 290 kilómetros al este. Aunque Carlos XIV Juan se convirtió al luteranismo de la corte sueca al ser adoptado, nunca aprendió a hablar sueco o noruego. Esto no era en sí mismo un serio obstáculo ni para el rey ni para la corte. La corte no tenía problemas ya que el francés era por entonces el idioma favorito de la aristocracia, e incluso hoy es ampliamente utilizado en las relaciones diplomáticas.

## Muerte y sucesión
Bernadotte murió en Estocolmo el 8 de marzo de 1844. La mayor parte de su reinado fue un largo periodo de paz ininterrumpida, y de desarrollo material en ambos reinos durante la primera mitad del siglo XIX, debido principalmente a su energía y previsión. Carlos XIV Juan fue sucedido por su hijo Óscar (Óscar I de Suecia y Noruega)
Tras su muerte se encontró un curioso tatuaje grabado en su cuerpo que decía: «Mort aux rois» (Muerte a los reyes), tatuaje presumiblemente realizado durante la Revolución francesa.

## Títulos y tratamientos
| ● 18 de mayo de 1804-5 de junio de 1806:           | Jean Bernadotte, mariscal de Francia                                          |
| ● 5 de junio de 1806-21 de agosto de 1810:         | Su alteza Jean Baptiste, príncipe soberano de Pontecorvo, mariscal de Francia |
| ● 21 de agosto de 1810-26 de septiembre de 1810:   | Jean Bernadotte, mariscal de Francia                                          |
| ● 26 de septiembre de 1810-5 de noviembre de 1810: | Su alteza real el príncipe Juan Bautista de Pontecorvo, príncipe de Suecia    |
| ● 5 de noviembre de 1810-4 de noviembre de 1814:   | Su alteza real Carlos Juan, príncipe heredero de Suecia                       |
| ● 4 de noviembre de 1814-5 de febrero de 1818:     | Su alteza real Carlos Juan, príncipe heredero de Suecia y Noruega             |
| ● 5 de febrero de 1818-8 de marzo de 1844:         | Su majestad el rey de Suecia y Noruega                                        |

## Ancestros
| \| \| \| \| \| \| \| \| \| \| \| \| \| \| \| \| \| \| \| \| 16. Pierre Bernadotte \| \| \| \| \| \| \| \| \| \| \| \| \| \| \| \| \| \| \| \| \| \| \| \| \| \| \| \| \| \| \| \| \| \| \| \| \| \| \| \| \| \| \| \| \| \| \| \| \| \| \| \| \| \| 8. Jean Bernadotte \| \| \| \| \| \| \| \| \| \| \| \| \| \| \| \| \| \| \| \| \| \| \| \| \| \| \| \| \| \| \| \| \| \| \| \| \| \| \| \| \| \| \| \| \| \| \| \| \| \| \| \| \| \| 17. Margalide Barraquer \| \| \| \| \| \| \| \| \| \| \| \| \| \| \| \| \| \| \| \| \| \| \| \| \| \| \| \| \| \| \| \| \| \| \| \| \| \| \| \| \| \| \| \| \| \| \| \| \| \| \| \| \| \| 4. Jean Bernadotte \| \| \| \| \| \| \| \| \| \| \| \| \| \| \| \| \| \| \| \| \| \| \| \| \| \| \| \| \| \| \| \| \| \| \| \| \| \| \| \| \| \| \| \| \| \| \| \| \| \| \| \| \| \| 9. Marie de La Barrère-Bertandot \| \| \| \| \| \| \| \| \| \| \| \| \| \| \| \| \| \| \| \| \| \| \| \| \| \| \| \| \| \| \| \| \| \| \| \| \| \| \| \| \| \| \| \| \| \| \| \| \| \| \| \| \| \| 2. Jean Henri Bernadotte \| \| \| \| \| \| \| \| \| \| \| \| \| \| \| \| \| \| \| \| \| \| \| \| \| \| \| \| \| \| \| \| \| \| \| \| \| \| \| \| \| \| \| \| \| \| \| \| \| \| \| \| \| \| 10. Jacques du Pucheu dit de Laplace \| \| \| \| \| \| \| \| \| \| \| \| \| \| \| \| \| \| \| \| \| \| \| \| \| \| \| \| \| \| \| \| \| \| \| \| \| \| \| \| \| \| \| \| \| \| \| \| \| \| \| \| \| \| 5. Marie du Pucheu dite de La Place \| \| \| \| \| \| \| \| \| \| \| \| \| \| \| \| \| \| \| \| \| \| \| \| \| \| \| \| \| \| \| \| \| \| \| \| \| \| \| \| \| \| \| \| \| \| \| \| \| \| \| \| \| \| 11. Françoise de Labasseur \| \| \| \| \| \| \| \| \| \| \| \| \| \| \| \| \| \| \| \| \| \| \| \| \| \| \| \| \| \| \| \| \| \| \| \| \| \| \| \| \| \| \| \| \| \| \| \| \| \| \| \| \| \| 1. Carlos XIV Juan de Suecia \| \| \| \| \| \| \| \| \| \| \| \| \| \| \| \| \| \| \| \| \| \| \| \| \| \| \| \| \| \| \| \| \| \| \| \| \| \| \| \| \| \| \| \| \| \| \| \| \| \| \| \| \| \| 6. Jean de Saint Vincent \| \| \| \| \| \| \| \| \| \| \| \| \| \| \| \| \| \| \| \| \| \| \| \| \| \| \| \| \| \| \| \| \| \| \| \| \| \| \| \| \| \| \| \| \| \| \| \| \| \| \| \| \| \| 3. Jeanne de Saint Vincent \| \| \| \| \| \| \| \| \| \| \| \| \| \| \| \| \| \| \| \| \| \| \| \| \| \| \| \| \| \| \| \| \| \| \| \| \| \| \| \| \| \| \| \| \| \| \| \| \| \| \| \| \| \| 14. Doumengé Habas d'Arrens \| \| \| \| \| \| \| \| \| \| \| \| \| \| \| \| \| \| \| \| \| \| \| \| \| \| \| \| \| \| \| \| \| \| \| \| \| \| \| \| \| \| \| \| \| \| \| \| \| \| \| \| \| \| 7. Marie d'Abbadie de Sireix \| \| \| \| \| \| \| \| \| \| \| \| \| \| \| \| \| \| \| \| \| \| \| \| \| \| \| \| \| \| \| \| \| \| \| \| \| \| \| \| \| \| \| \| \| \| \| \| \| \| \| \| \| \| 15. Marie d'Abbadie, Abadesa laica de Sireix \| \| \| \| \| \| \| \| \| \| \| \| \| \| \| \| \| \| \| \| \| \| \| \| \| \| \| \| \| \| \| \| \| \| \| \| \| \| \| \| \| \| \| \| \| \| \| \| \| \| \| \| |                                              |  |  |  |  |  |  |  |  |  |  |  |  |  |  |  |
| |                                              |  |  |  |  |  |  |  |  |  |  |  |  |  |  |  |
| | 16. Pierre Bernadotte                        |  |  |  |  |  |  |  |  |  |  |  |  |  |  |  |
| |                                              |  |  |  |  |  |  |  |  |  |  |  |  |  |  |  |
| |                                              |  |  |  |  |  |  |  |  |  |  |  |  |  |  |  |
| | 8. Jean Bernadotte                           |  |  |  |  |  |  |  |  |  |  |  |  |  |  |  |
| |                                              |  |  |  |  |  |  |  |  |  |  |  |  |  |  |  |
| |                                              |  |  |  |  |  |  |  |  |  |  |  |  |  |  |  |
| | 17. Margalide Barraquer                      |  |  |  |  |  |  |  |  |  |  |  |  |  |  |  |
| |                                              |  |  |  |  |  |  |  |  |  |  |  |  |  |  |  |
| |                                              |  |  |  |  |  |  |  |  |  |  |  |  |  |  |  |
| | 4. Jean Bernadotte                           |  |  |  |  |  |  |  |  |  |  |  |  |  |  |  |
| |                                              |  |  |  |  |  |  |  |  |  |  |  |  |  |  |  |
| |                                              |  |  |  |  |  |  |  |  |  |  |  |  |  |  |  |
| | 9. Marie de La Barrère-Bertandot             |  |  |  |  |  |  |  |  |  |  |  |  |  |  |  |
| |                                              |  |  |  |  |  |  |  |  |  |  |  |  |  |  |  |
| |                                              |  |  |  |  |  |  |  |  |  |  |  |  |  |  |  |
| | 2. Jean Henri Bernadotte                     |  |  |  |  |  |  |  |  |  |  |  |  |  |  |  |
| |                                              |  |  |  |  |  |  |  |  |  |  |  |  |  |  |  |
| |                                              |  |  |  |  |  |  |  |  |  |  |  |  |  |  |  |
| | 10. Jacques du Pucheu dit de Laplace         |  |  |  |  |  |  |  |  |  |  |  |  |  |  |  |
| |                                              |  |  |  |  |  |  |  |  |  |  |  |  |  |  |  |
| |                                              |  |  |  |  |  |  |  |  |  |  |  |  |  |  |  |
| | 5. Marie du Pucheu dite de La Place          |  |  |  |  |  |  |  |  |  |  |  |  |  |  |  |
| |                                              |  |  |  |  |  |  |  |  |  |  |  |  |  |  |  |
| |                                              |  |  |  |  |  |  |  |  |  |  |  |  |  |  |  |
| | 11. Françoise de Labasseur                   |  |  |  |  |  |  |  |  |  |  |  |  |  |  |  |
| |                                              |  |  |  |  |  |  |  |  |  |  |  |  |  |  |  |
| |                                              |  |  |  |  |  |  |  |  |  |  |  |  |  |  |  |
| | 1. Carlos XIV Juan de Suecia                 |  |  |  |  |  |  |  |  |  |  |  |  |  |  |  |
| |                                              |  |  |  |  |  |  |  |  |  |  |  |  |  |  |  |
| |                                              |  |  |  |  |  |  |  |  |  |  |  |  |  |  |  |
| | 6. Jean de Saint Vincent                     |  |  |  |  |  |  |  |  |  |  |  |  |  |  |  |
| |                                              |  |  |  |  |  |  |  |  |  |  |  |  |  |  |  |
| |                                              |  |  |  |  |  |  |  |  |  |  |  |  |  |  |  |
| | 3. Jeanne de Saint Vincent                   |  |  |  |  |  |  |  |  |  |  |  |  |  |  |  |
| |                                              |  |  |  |  |  |  |  |  |  |  |  |  |  |  |  |
| |                                              |  |  |  |  |  |  |  |  |  |  |  |  |  |  |  |
| | 14. Doumengé Habas d'Arrens                  |  |  |  |  |  |  |  |  |  |  |  |  |  |  |  |
| |                                              |  |  |  |  |  |  |  |  |  |  |  |  |  |  |  |
| |                                              |  |  |  |  |  |  |  |  |  |  |  |  |  |  |  |
| | 7. Marie d'Abbadie de Sireix                 |  |  |  |  |  |  |  |  |  |  |  |  |  |  |  |
| |                                              |  |  |  |  |  |  |  |  |  |  |  |  |  |  |  |
| |                                              |  |  |  |  |  |  |  |  |  |  |  |  |  |  |  |
| | 15. Marie d'Abbadie, Abadesa laica de Sireix |  |  |  |  |  |  |  |  |  |  |  |  |  |  |  |
| |                                              |  |  |  |  |  |  |  |  |  |  |  |  |  |  |  |
| |                                              |  |  |  |  |  |  |  |  |  |  |  |  |  |  |  |

| Precedido por: Carlos XIII            | Rey de Suecia 1818 - 1844     | Sucedido por: Óscar I                                         |
| Precedido por: Carlos XIII            | Rey de Noruega 1818 - 1844    | Sucedido por: Óscar I                                         |
| Precedido por: Puesto creado Él mismo | Virrey de Noruega 1814 - 1816 | Sucedido por: Él mismo Vacante hasta el Príncipe Óscar (1824) |